# 23 tháng 3
Ngày 23 tháng 3 là ngày thứ 82 trong mỗi năm thường (ngày thứ 83 trong mỗi năm nhuận). Còn 283 ngày nữa trong năm.

## Sự kiện
- 1324 – Giáo hoàng Gioan XXII rút phép thông công Hoàng đế Ludwig IV của La Mã Thần thánh.
- 1400 – Hồ Quý Ly buộc cháu ngoại là Trần Thiếu Đế của triều Trần phải nhường hoàng vị cho mình, khởi đầu triều Hồ tại Việt Nam.
- 1901 – Chiến tranh Philippines–Mỹ: Tổng thống Philippines Emilio Aguinaldo bị quân Mỹ bắt tại tỉnh Isabela, kết thúc chính thể này trên thực tế.
- 1903 – Anh em nhà Wright nộp đơn xin cấp bằng sáng chế phát minh của họ, một trong những chiếc máy bay đầu tiên trong lịch sử.
- 1919 – Ở Milano, Ý, Benito Mussolini thành lập Đảng phát xít.
- 1933 – Hội nghị Reichstag chấp nhận Đạo Luật Cho Quyền, mà cho Adolf Hitler quyền độc tài về làm luật Đức.
- 1935 – Hiến pháp Philippines được chấp nhận.
- 1942 – Chiến tranh thế giới thứ hai: Quân Nhật chiếm được hòn đảo Anadaman ở Ấn Độ Dương.
- 1951 – Chiến tranh Đông Dương: Quân đội Nhân dân Việt Nam bắt đầu tiến công quân Pháp tại các vị trí ven đường 18 đoạn Phả Lại–Uông Bí, mở màn Chiến dịch Hoàng Hoa Thám.
- 1956 – Pakistan trở thành cộng hoà hồi giáo thứ nhất.
- 1973 – Chính phủ Việt Nam Dân chủ Cộng hoà và Chính phủ Cộng hoà Ý quyết định thiết lập quan hệ ngoại giao.
- 1996 – Đài Loan tỏ chức bầu cử trực tiếp thứ nhất và chọn Lý Đăng Huy làm Tổng thống.
- 2001 – Trạm vũ trụ Hòa Bình chấm dứt sứ mệnh lịch sử.
- 2013 – khánh thành quảng trường mang tên Hiệp định Paris và cột Biểu tượng vì Hòa Bình tại  Choisy-le-Roi, Paris.

## Sinh
- 1638 – Frederik Ruysch, thầy thuốc, nhà giải phẫu học người Đức (m. 1731)
- 1699 – John Bartram, nhà thực vật học người Mỹ (m. 1777)
- 1723 – Agha Mohammad Khan Ghajar, vua Iran (m. 1771)
- 1749 – Pierre Simon de Laplace, nhà toán học, nhà thiên văn người Pháp (m. 1827)
- 1769
  - William Smith, nhà địa chất, người vẽ bản đồ người Anh (m. 1839)
  - Augustin Daniel Belliard, tướng người Pháp (m. 1832)
- 1826 – Léon Minkus, người Séc nhà soạn nhạc, nghệ sĩ vĩ cầm người Đức (m. 1917)
- 1831 – Eduard Schlagintweit, nhà văn người Đức (m. 1866)
- 1834 – Julius Reubke, nhà soạn nhạc người Đức (m. 1858)
- 1878
  - Henry Weed Fowler, nhà động vật học người Mỹ (m. 1965).
  - Franz Schreker, nhà soạn nhạc người Áo (m. 1934)
- 1879 – Lieven Ferdinand de Beaufort, nhà sinh học người Hà Lan (m. 1968)
- 1880 – Heikki Ritavuori, chính khách người Phần Lan (m. 1922)
- 1881
  - Roger Martin du Gard, nhà văn, giải thưởng Nobel người Pháp (m. 1958)
  - Hermann Staudinger, nhà hóa học, giải thưởng Nobel người Đức (m. 1965)
- 1882 – Emmy Noether, nhà toán học người Đức (m. 1935)
- 1887
  - Juan Gris, nghệ sĩ người Tây Ban Nha (m. 1927)
  - Josef Čapek, nhà văn người Séc (m. 1945)
- 1889 – Yukichi Chuganji, đàn ông lớn tuổi nhất vào năm 2003, (chết vào 2003)
- 1893 – Cedric Gibbons, giám đốc mĩ thuật người Mỹ (m. 1960)
- 1899 – Dora Gerson, nữ Diễn viên, ca sĩ người Đức (m. 1943)
- 1900 – Erich Fromm, nhà phân tích tâm lý người Đức (m. 1980)
- 1905 – Joan Crawford, nữ Diễn viên người Mỹ (m. 1977)
- 1907 – Daniel Bovet, nhà khoa học, giải thưởng Nobel Thụy Sĩ (m. 1992)
- 1910 – Akira Kurosawa, đạo diễn phim người Nhật Bản (m. 1998)
- 1912 – Wernher von Braun, nhà vật lý, kĩ sư người Đức (m. 1977)
- 1915 – Vasily Zaytsev, xạ thủ bắn tỉa người Liên Xô, Anh hùng Liên bang Xô viết (m. 1991)
- 1920 – Tetsuharu Kawakami, vận động viên bóng chày, huấn luyện viên người Nhật Bản
- 1922
  - Marty Allen, Diễn viên hài, Diễn viên người Mỹ
  - Ugo Tognazzi, Diễn viên, người đạo diễn, người viết kịch bản phim người Ý (m. 1990)
- 1924 – Bette Nesmith Graham, nhà phát minh người Mỹ (m. 1980)
- 1925 – David Watkin, nhà điện ảnh người Anh (m. 2008)
- 1929 – Sir Roger Bannister, người chạy đua người Anh
- 1931
  - Yevgenij Grishin, vận động viên trượt băng tốc độ người Nga (m. 2005)
  - Viktor Korchnoi, đấu thủ cờ vua người Thuỵ Sĩ gốc Nga
- 1932 – Don Marshall, vận động viên khúc côn cầu trên băng người Canada
- 1934
  - Ludvig Faddeev, nhà toán học người Nga
  - Fernand Gignac, ca sĩ, Diễn viên người Canada (m. 2006)
- 1937 – Robert Gallo, thầy thuốc người Mỹ
- 1938 – Dave Pike, nhạc Jazz nhạc sĩ người Mỹ
- 1943 – Nils–Aslak Valkeapää, nhà văn người Phần Lan (m. 2001)
- 1945 – Franco Battiato, ca sĩ, người sáng tác bài hát, nhà sản xuất phim người Ý
- 1948 – David Olney, nhạc sĩ người Mỹ
- 1950
  - Anthony De Longis, Diễn viên người Mỹ
  - Corinne Clery, nữ Diễn viên người Pháp
- 1951 – Ron Jaworski, cầu thủ bóng đá, nhà phân tích người Mỹ
- 1952 – Kim Stanley Robinson, tác gia người Mỹ
- 1953
  - Bo Diaz, vận động viên bóng chày người Venezuela (m. 1990)
  - Chaka Khan, ca sĩ người Mỹ
- 1954 – Geno Auriemma, bóng rổ huấn luyện viên người Mỹ
- 1955
  - Moses Malone, cầu thủ bóng rổ người Mỹ
  - Petrea Burchard, nữ Diễn viên người Mỹ
- 1957
  - Amanda Plummer, nữ Diễn viên người Mỹ
  - Robbie James, cầu thủ bóng đá Wales (m. 1998)
- 1959
  - Catherine Keener, nữ Diễn viên người Mỹ
  - Philippe Volter, Diễn viên người Bỉ (m. 2005)
- 1963 – Míchel (José Miguel González Martín), cầu thủ bóng đá người Tây Ban Nha
- 1964
  - Hope Davis, nữ Diễn viên người Mỹ
  - John Pinette, Diễn viên hài người Mỹ
- 1965
  - Sarah Buxton, nữ Diễn viên người Mỹ
  - Richard Grieco, Diễn viên, ca sĩ người Mỹ
  - Marti Pellow, ca sĩ người Scotland
  - Gary Whitehead, nhà thơ người Mỹ
- 1968
  - Mitch Cullin, tiểu thuyết gia người Mỹ
  - Fernando Hierro, cầu thủ bóng đá người Tây Ban Nha
  - Michael Atherton, cầu thủ cricket người Anh
- 1971
  - Yasmeen Ghauri, siêu người mẫu người Canada
  - Karen McDougal, người mẫu, người Mỹ
  - Gail Porter, người dẫn chương trình truyền hình người Anh
  - Alexander Selivanov, vận động viên khúc côn cầu trên băng người Nga
  - Hiroyoshi Tenzan, đô vật Wrestling chuyên nghiệp người Nhật Bản
- 1972
  - Joe Calzaghe, võ sĩ quyền Anh Wales
  - Judith Godrèche, nữ Diễn viên, tác gia người Pháp
- 1973
  - Jerzy Dudek, cầu thủ bóng đá người Ba Lan
  - Wim Eyckmans, người đua xe người Bỉ
  - Jason Kidd, cầu thủ bóng rổ người Mỹ
- 1976
  - Michelle Monaghan, nữ Diễn viên người Mỹ
  - Jeremy Newberry, cầu thủ bóng đá người Mỹ
  - Joel Peralta, vận động viên bóng chày người Dominica
  - Keri Russell, nữ Diễn viên người Mỹ
  - Jayson Blair, nhà báo, tác gia người Mỹ
  - Ricardo Zonta, người lái xe đua người Brasil
- 1978
  - Walter Samuel, cầu thủ bóng đá người Argentina
  - Nicholle Tom, nữ Diễn viên người Mỹ
- 1979
  - Mark Buehrle, vận động viên bóng chày người Mỹ
  - Emraan Hashmi, Diễn viên Ấn Độ
  - Misty Hyman, vận động viên bơi lội người Mỹ
  - Donncha O'Callaghan, quốc tế cầu thủ bóng bầu dục người Ireland
- 1980 – Russell Howard, Diễn viên hài người Anh
- 1981 – Luciana Carro, nữ Diễn viên người Canada
- 1982 – José Raúl Contreras, cầu thủ bóng đá Chile
- 1983 – Jerome Thomas, cầu thủ bóng đá người Anh
- 1985 – Maurice Jones-Drew, cầu thủ bóng đá người Mỹ
- 1986 – Steven Strait, Diễn viên người Mỹ
- 1992 – Kyrie Irving
- 1995 – Jan Lisiecki, nghệ sĩ dương cầm người Canada
- 2000
  - Huang Renjun, ca sĩ người Trung Quốc của nhóm nhạc Hàn Quốc NCT
  - Amee, ca sĩ kiêm diễn viên người Việt Nam

## Mất
- 1555 – Giáo hoàng Giuliô III (s. 1487)
- 1801 – Sa hoàng Pavel I của Nga, (s. vào 1754)
- 1596 – Henry Unton, nhà ngoại giao người Anh
- 1653 – Johan van Galen, sĩ quan hải quân người Đức (s. 1604)
- 1680 – Nicolas Fouquet, chính khách người Pháp (s. 1615)
- 1742 – Jean–Baptiste Dubos, nhà văn người Pháp (s. 1670)
- 1747 – Claude Alexandre de Bonneval, người lính người Pháp (s. 1675)
- 1754 – Johann Jakob Wettstein, nhà thần học Thụy Sĩ (s. 1693)
- 1900 – Emil von Berger, tướng lĩnh Phổ (s. 1813)
- 1842 – Stendhal, nhà văn người Pháp (s. 1783)
- 1927 – Paul César Helleu, nghệ sĩ người Pháp (s. 1859)
- 1935 – Florence Moore, nữ Diễn viên người Mỹ (s. 1886)
- 1947 – Archduchess Luise of aoAus, Tuscany công chúa (s. 1870)
- 1955 – Artur da Silva Bernardes, tổng thống Brasil (s. 1875)
- 1964 – Peter Lorre, Diễn viên người Hungary (s. 1904)
- 1965 – Mae Murray, nữ Diễn viên người Mỹ (s. 1885)
- 1970 – Del Lord, người đạo diễn người Canada (s. 1894)
- 1972 – Cristóbal Balenciaga, thời trang nhà thiết kế người Tây Ban Nha (s. 1895)
- 1979 – Ted Anderson, cầu thủ bóng đá người Anh (s. 1911)
- 1980 – Arthur Melvin Okun, nhà kinh tế học người Mỹ (s. 1928)
- 1985 – Peter Charanis, học giả, giáo sư người Hy Lạp (s. 1908)
- 1992 – Friedrich Hayek, nhà kinh tế học, giải thưởng Nobel người Áo (s. 1899)
- 1994
  - Luis Donaldo Colosio, chính khách người México (s. 1950)
  - Giulietta Masina, nữ Diễn viên người Ý (s. 1921)
  - Donald Swann, nhà soạn nhạc, nhạc sĩ, người dẫn chuyện giải trí người Anh (s. 1923)
- 1995 – Davie Cooper, cầu thủ bóng đá người Scotland (s. 1956)
- 1998 – Gerald Stano, kẻ giết người hàng loạt người Mỹ (s. 1951)
- 2000 – Amamoto Hideyo, nam diễn viên người Nhật Bản (s. 1926)
- 2001 – Rowland Evans, nhà báo người Mỹ (s. 1921)
- 2002
  - Eileen Farrell, ca sĩ soprano người Mỹ (s. 1920)
  - Ben Hollioake, cầu thủ cricket người Anh (s. 1977)
- 2003 – Fritz Spiegl, nhà báo người Áo (s. 1926)
- 2004 – Rupert Hamer, chính khách người Úc (s. 1916)
- 2006 – Cindy Walker, ca sĩ, người sáng tác bài hát, Diễn viên múa người Mỹ (s. 1918)
- 2011 – Elizabeth Taylor, Diễn viên (s. 1932)
- 2015 – Lý Quang Diệu,Thủ tướng đầu tiên của nước Cộng hòa Singapore (s. 1923)
- 2018 – Trần Bá Di, Thiếu tướng Quân lực Việt Nam Cộng hòa (s. 1931)

## Ngày lễ và kỷ niệm
- Ngày Khí tượng Thế giới
- Quốc khánh Pakistan